# Katie Hobbs
Kathleen Marie Hobbs (Phoenix, 28 de diciembre de 1969) es una política y trabajadora social estadounidense, gobernadora de Arizona desde enero de 2023. Previamente se desempeñó como Secretaria de Estado de Arizona desde enero de 2019 hasta enero de 2023. Miembro del Partido Demócrata, fue senadora estatal de Arizona en representación del distrito 24 de 2013 a 2019 y representante estatal de Arizona en representación del distrito 15 de 2011 a 2013.
Fue candidata a la nominación demócrata para las elecciones a gobernador de Arizona de 2022.